# Chiesa di Santo Stefano Protomartire (Ome)
La chiesa di Santo Stefano Protomartire, o anche solo chiesa di Santo Stefano, è la parrocchiale di Ome, in provincia e diocesi di Brescia; fa parte della zona pastorale di Gussago.

## Storia
Inizialmente Ome dipendeva, con le sue due chiese di Santo Stefano e di San Lorenzo, dalla pieve di Sant'Andrea di Iseo, dalla quale si affrancò tra i secoli XIII e XIV con l'erezione a parrocchia, ma a cui rimase legata fino al Cinquecento.
Tra Tre e Quattrocento l'originaria chiesa di Santo Stefano fu riedificata; essa risulta poi menzionata nel Catalogo capitolare del 1410 e nel Catalogo queriniano del 1532.
Alla fine del XVII secolo il luogo di culto medievale versava ormai in pessime condizioni e così, a partire dal 1684 s'iniziarono i preparativi per la sua ricostruzione ex novo. La cerimonia di posa prima pietra della nuova parrocchiale si tenne il 15 giugno 1693; l'apertura al culto avvenne il 29 febbraio 1704, mentre la consacrazione fu impartita il 18 dicembre del medesimo anno.
Nel frattempo, nel 1703 il vescovo Marco Dolfin, durante la sua visita pastorale, aveva rilevato che il numero dei fedeli era pari a 881 e che la parola, in cui avevano sede le scuole del Santissimo Sacramento e del Rosario, aveva come filiali gli oratori: della Beata Vergine in località Cerezzata, di San Michele, di San Lorenzo nella frazione di Valle, di Sant'Antonio di Padova nel borgo di Martignago e di San Francesco d'Assisi.
Il pavimento fu oggetto di un rifacimento nel 1849, mentre nel 1897 si provvide a restaurare le stuccature e l'intonaco dell'interno; la pavimentazione ottocentesca venne poi sostituita nel 1942 con una in lastre marmoree.
Nella seconda metà degli anni sessanta si procedette all'esecuzione dell'adeguamento liturgico secondo le usanze postconciliari mediante l'aggiunta dell'altare rivolto verso l'assemblea.
Nel 1989 la parrocchia entrò a far parte della neo-costituita zona pastorale di Gussago, come stabilito dal Direttorio diocesano per le zone pastorali, emanato il 14 aprile di quell'anno con decreto del vescovo Bruno Foresti.

## Descrizione

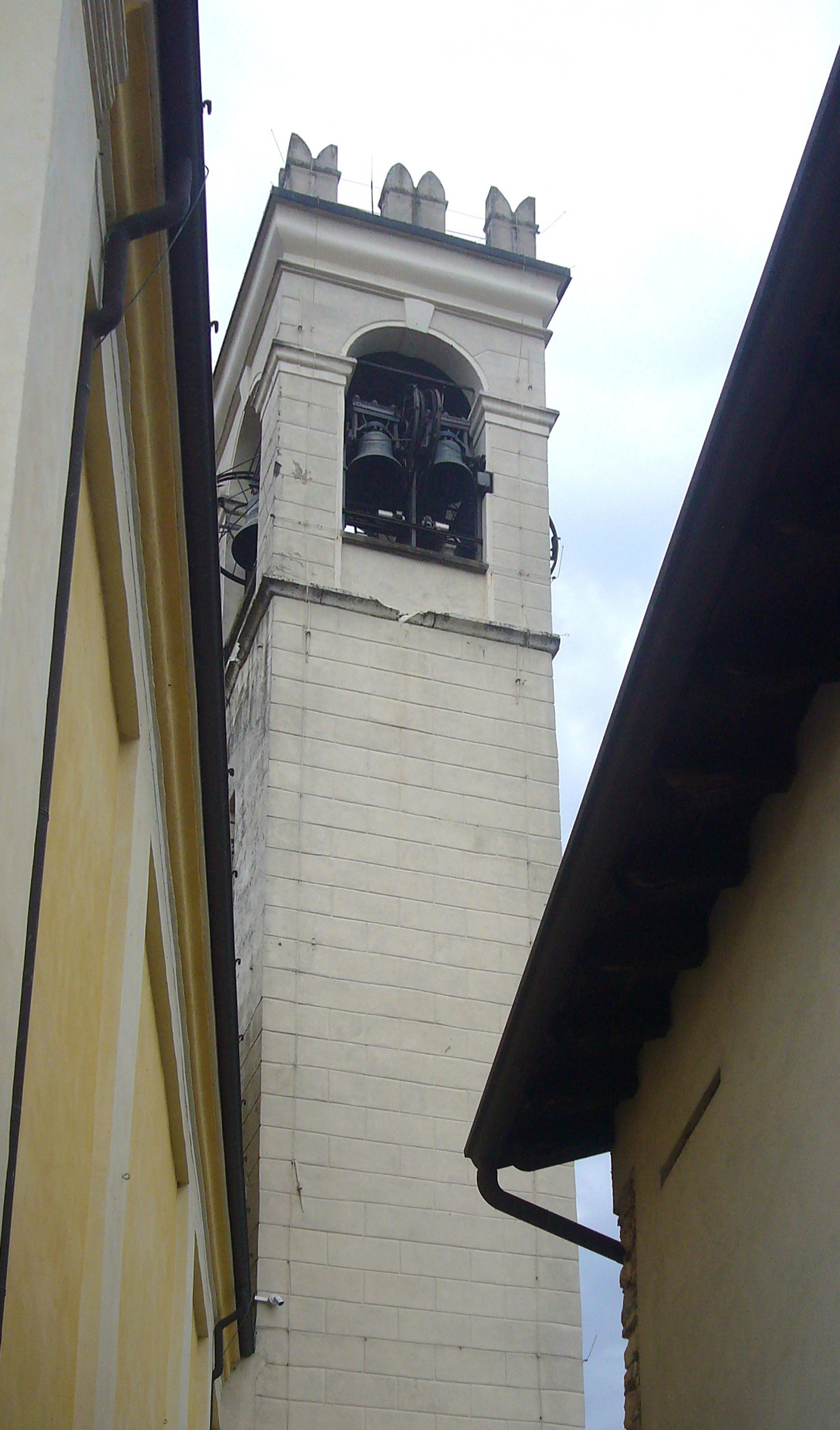
Il campanile

### Esterno
La facciata a capanna della chiesa, rivolta a occidente, è suddivisa da una cornice marcapiano aggettante in due registri, entrambi scanditi da quattro lesene: quello inferiore è caratterizzato centralmente dal portale d'ingresso con coronamento mistilineo, mentre quello superiore presenta una finestra ed è concluso dal timpano di forma triangolare.
Accanto alla parrocchiale si erge su un alto basamento a scarpa il campanile a pianta quadrata, costruito nel 1558 ed ampliato una prima volta nel 1582 e poi nuovamente nel biennio 1884-85; la cella presenta su ogni lato una monofora a tutto sesto ed è coronata dalla merlatura in stile guelfo.

### Interno
L'interno dell'edificio si compone di un'unica navata, sulla quale si affacciano le cappelle laterali, introdotte da archi a tutto sesto, e le cui pareti sono scandite da lesene sorreggenti la trabeazione modanata e aggettante sopra la quale si imposta la volta a botte; al termine dell'aula si sviluppa il presbiterio, rialzato di alcuni gradini e chiuso dall'abside di forma semicircolare.
Qui sono conservate diverse opere di pregio, tra le quali i quattro affreschi raffiguranti rispettivamente l'Ingresso di Gesù a Gerusalemme, la Vergine in gloria tra i Santi, l'Immacolata e il Buon Pastore, eseguiti nel 1917 da Gaetano Cresseri, la pala con soggetto il Processo a Santo Stefano, eseguita da Camillo Pellegrini nel biennio 1583-84, e la statua della Vergine Maria, realizzata nel 1939 dal bresciano Poisa.